# Lasioglossum tyndarus
Lasioglossum tyndarus är en biart som beskrevs av Ebmer 2002. Lasioglossum tyndarus ingår i släktet smalbin, och familjen vägbin. Inga underarter finns listade i Catalogue of Life.